# Diarville
Diarville é uma comuna francesa na região administrativa de Grande Leste, no departamento de Meurthe-et-Moselle. Estende-se por uma área de 11,03 km². Em 2010 a comuna tinha 538 habitantes (densidade: 48,8 hab./km²).